# 天德乡
天德乡，是中华人民共和国吉林省吉林市舒兰市下辖的一个乡镇级行政单位。

## 行政区划
天德乡下辖以下地区：
弓棚村、团山村、农富村、兴盛村、徐家村、天合村、石庙村、太平村、综合村、宝川村、合山村、三良村、官厅村和新河村。